# Yuriy Poyarkov
Yuriy Mykhailovych Poyarkov (em russo:  Юрій Михайлович Поярков; Carcóvia, 10 de fevereiro de 1937 − 10 de fevereiro de 2017) foi um jogador de voleibol ucraniano que competiu pela União Soviética em três edições de Jogos Olímpicos, conquistando duas medalha de ouro e uma de bronze, além de dois títulos mundiais e dois europeus.

## Carreira
Poyarkov jogou pela seleção soviética entre 1960 e 1972 e tornou-se o capitão da equipe a partir de 1965. Nesse período a União Soviética ganhou duas medalhas de ouro olímpicas (1964 e 1968), dois títulos do Campeonato Mundial (1960 e 1962), dois títulos do Campeonato Europeu (1967 e 1971) e a Copa do Mundo de 1965. A nível de clubes, atuou em toda sua carreira em sua cidade-natal (Carcóvia), conquistando uma única vez o título nacional em 1967 com o Burevestnik Kharkiv.
Após encerrar a sua carreira profissional, passou a trabalhar como professor em um universidade de Carcóvia, sendo o chefe do departamento de esportes. Também tornou-se membro ativo da Federação Ucraniana de Voleibol, integrando o seu comitê executivo.
Em 2008 foi introduzido no Volleyball Hall of Fame.
Morreu no dia em que completaria 80 anos em 10 de fevereiro de 2017.